# Udías
Udías tỉnh và cộng đồng tự trị Cantabria, phía bắc Tây Ban Nha. Đô thị Udías có diện tích là 19,64 ki-lô-mét vuông, dân số năm 2009 là 869 người với mật độ 44,25 người/km². Đô thị này có cự ly km so với Santander.